# Héctor Zelaya
Héctor Ramón Zelaya Rivera (Trinidad, 12 luglio 1957) è un ex calciatore honduregno, di ruolo centrocampista.

## Carriera

### Club
Soprannominato Pecho de Águila, esordì nel 1976 nel campionato honduregno nelle file del Club Deportivo Motagua, con cui giocò fino al 1982 e vinse il titolo nazionale nel 1978.
Al termine del campionato del mondo 1982 fu ingaggiato dal Deportivo La Coruña, ma a causa di una lesione subita nel 1980 non scese mai in campo con il club spagnolo e ritornò al Motagua, dove disputò alcune partite prima di ritirarsi definitivamente nel 1983.

### Nazionale
Nel 1977 fu convocato per il Mondiale Under-20 in Tunisia.
Cinque anni più tardi partecipò al campionato del mondo 1982, in cui si distinse per la rete segnata alla Spagna che, oltre a portare momentaneamente in vantaggio l'Honduras (prima del definitivo 1-1), fu il primo gol della Nazionale centroamericana nella storia dei Mondiali di calcio.